# Sigismund (mansnamn)
Sigismund är ett mansnamn av germanskt ursprung. Namnets betydelse består av två ord, det forngermanska Sigis som betyder seger och efterleden mund eller mundr som ursprungligen betyder hand eller handen (möjligen "öppen hand" eller "handgest") och åsyftar beskydd eller beskyddare (besläktat med "förmynderskap"). Namnet tros därför betyda ungefär "segerns beskyddare". En mer skandinavisk variant av namnet är Sigmund, som finns med i den svenska almanackan.
Den 31 december 2014 fanns det totalt 59 personer i Sverige med namnet Sigismund, varav 7 hade det som tilltalsnamn.

## Kända individer med namnet
- Sigismund (1566–1632), polsk och svensk kung, i Polen som Sigismund III
- Sigismund I av Polen, polsk kung
- Sigismund II August, polsk kung
- Johan Sigismund av Brandenburg, brandenburgsksk furste 1608
- Sigismund av Ungern, tysk-romersk kejsare 1419
- Sigismund av Burgund, kung av Burgund 516–524.
- Sigismund Gyllenstierna, polsk senator
- Sigismund Thalberg, österrikisk pianist, pianopedagog och tonsättare